# Gannia attalus
Gannia attalus är en insektsart som beskrevs av Rauno E. Linnavuori och Al-ne'amy 1983. Gannia attalus ingår i släktet Gannia och familjen dvärgstritar. Inga underarter finns listade i Catalogue of Life.